# Jivarus marginalis
Jivarus marginalis är en insektsart som beskrevs av Ronderos 1979. Jivarus marginalis ingår i släktet Jivarus och familjen gräshoppor. Inga underarter finns listade i Catalogue of Life.